# At the Gates of Paradise
Albums de John Zorn
Enigmata
(2011) A Dreamers Christmas
(2011)
At the Gates of Paradise est un album de John Zorn paru sur le label Tzadik en 2011. Inspiré par le mysticisme de l’œuvre du poète britannique William Blake et des écrits gnostiques de la bibliothèque de Nag Hammadi, cet album est joué par une formation qui sera par la suite baptisée Nova Quartet, regroupant Joey Baron (batterie), Trevor Dunn (basse), John Medeski (claviers) et Kenny Wollesen (vibraphone).
L'album A Vision in Blakelight paru un an plus tard partage avec At the Gates of Paradise une esthétique proche et peut ainsi être considéré comme le prolongement de ce dernier.

## Titres
| No | Titre                  | Durée |
| -- | ---------------------- | ----- |
| 1. | The Eternals           | 5:55  |
| 2. | Song of Innocence      | 6:44  |
| 3. | A Dream of Nine Nights | 8:33  |
| 4. | Light Forms            | 3:23  |
| 5. | The Æons               | 5:52  |
| 6. | Liber XV               | 6:28  |
| 7. | Dance of Albion        | 6:36  |
| 8. | Song of Experience     | 4:58  |

## Personnel
- Joey Baron - batterie
- Trevor Dunn - basse
- John Medeski - piano, orgue
- Kenny Wollesen - vibraphone